# Sphaerocera vanschuytbroecki
Sphaerocera vanschuytbroecki är en tvåvingeart som först beskrevs av Papp 1978.  Sphaerocera vanschuytbroecki ingår i släktet Sphaerocera och familjen hoppflugor.
Artens utbredningsområde är Kongo. Inga underarter finns listade i Catalogue of Life.